# Amuse (công ty âm nhạc)
Amuse là một dịch vụ phân phối nhạc kỹ thuật số cũng như hãng thu âm độc lập được thành lập vào năm 2015 tại Stockholm, Thụy Điển.

## Dịch vụ
Công ty cung cấp các thỏa thuận dịch vụ cấp phép và phân phối nhạc kỹ thuật số miễn phí cho các nghệ sĩ và hãng độc lập, những người giữ 100% quyền sở hữu âm nhạc của họ. 

## Lịch sử
Amuse được thành lập vào năm 2015 bởi Diego Farias, Andreas Ahlenius, Christian Wilsson, Guy Parry và Jimmy Brodd. Ứng dụng Amuse iOS và Android được phát hành vào tháng 3 năm 2017. Vào tháng 6 năm 2017, rapper người Mỹ, ca sĩ, nhạc sĩ, DJ, nhà sản xuất thu âm, diễn viên lồng tiếng và nhà từ thiện will.i.am đã tham gia vào danh sách những người đồng sáng lập của công ty.
Vào tháng 1 năm 2022, Amuse công bố bổ nhiệm nữ CEO mới của công ty Roshi Motman.
Vào tháng 4 năm 2024, Amuse chính thức hủy bỏ gói miễn phí cho tắt cả các người dùng để tập trung vào các gói trả phi phân phối "Boost" và "Pro" của họ.